# Maniola phormia
Maniola phormia är en fjärilsart som beskrevs av Hans Fruhstorfer 1909. Maniola phormia ingår i släktet Maniola och familjen praktfjärilar. Inga underarter finns listade i Catalogue of Life.